# Evaldo Klein Doerner
Evaldo Klein Doerner (Puerto Varas, 9 de septiembre de 1914 - 18 de enero de 1989) fue un contador y político chileno.

## Biografía
Hijo de Carlos Klein y Ana Doerner. Contrajo matrimonio con Eduvigis Barrientos y en segundas nupcias con Nerda Edulia Olivares Soza.

## Actividades profesionales
Realizó sus estudios en el Colegio Santa María de Puerto Varas, en el Liceo Mixto de Pablo Riechling y el Colegio Alemán de Puerto Varas. Rindió un curso de Contabilidad por correspondencia, en el Instituto Tancredo Pinochet LeBrun de Santiago.
Se dedicó a las labores agrícolas y explotación del molino Santa María (1936-1941). Fue corresponsal del diario El Llanquihue de Puerto Montt (1935) y de la revista Vea de Santiago. También hizo prensa en la Radio Eleuterio Ramírez de Osorno.
A partir de 1941 se dedicó a su profesión de Contador, radicándose en Puerto Varas.

## Actividades políticas
Militante del Movimiento Nacional Socialista (1938) y del Partido Agrario Laborista (1948). Fue elegido regidor de la Municipalidad de Puerto Varas (1947-1952) y alcalde (1952-1958).
Ingresó al Partido Liberal (1958) y posteriormente fue elegido Diputado por la 25ª agrupación departamental de Llanquihue, Puerto Varas, Maullín, Calbuco, Aysén, Coyhaique y Chile Chico (1961-1965), integrando la comisión permanente de Trabajo y Legislación Social.
En 1966 se inscribe en el Partido Nacional, que lo llevó de candidato, siendo elegido Diputado por Llanquihue (1969-1973); en esta oportunidad, formó parte de la comisión permanente de Vivienda y Urbanismo.